# Puerto Cisnes
Puerto Cisnes es una ciudad costera ubicada en la zona norte de la Región de Aysén, en el sur del país. Con aproximadamente 7000 habitantes, es el mayor centro urbano de la comuna de Cisnes y el segundo mayor puerto en la Región Aysén del General Carlos Ibáñez del Campo. Se ubica en una pequeña bahía del canal Puyuhuapi, junto a la desembocadura del río Cisnes y frente al parque nacional Isla Magdalena.

## Ubicación

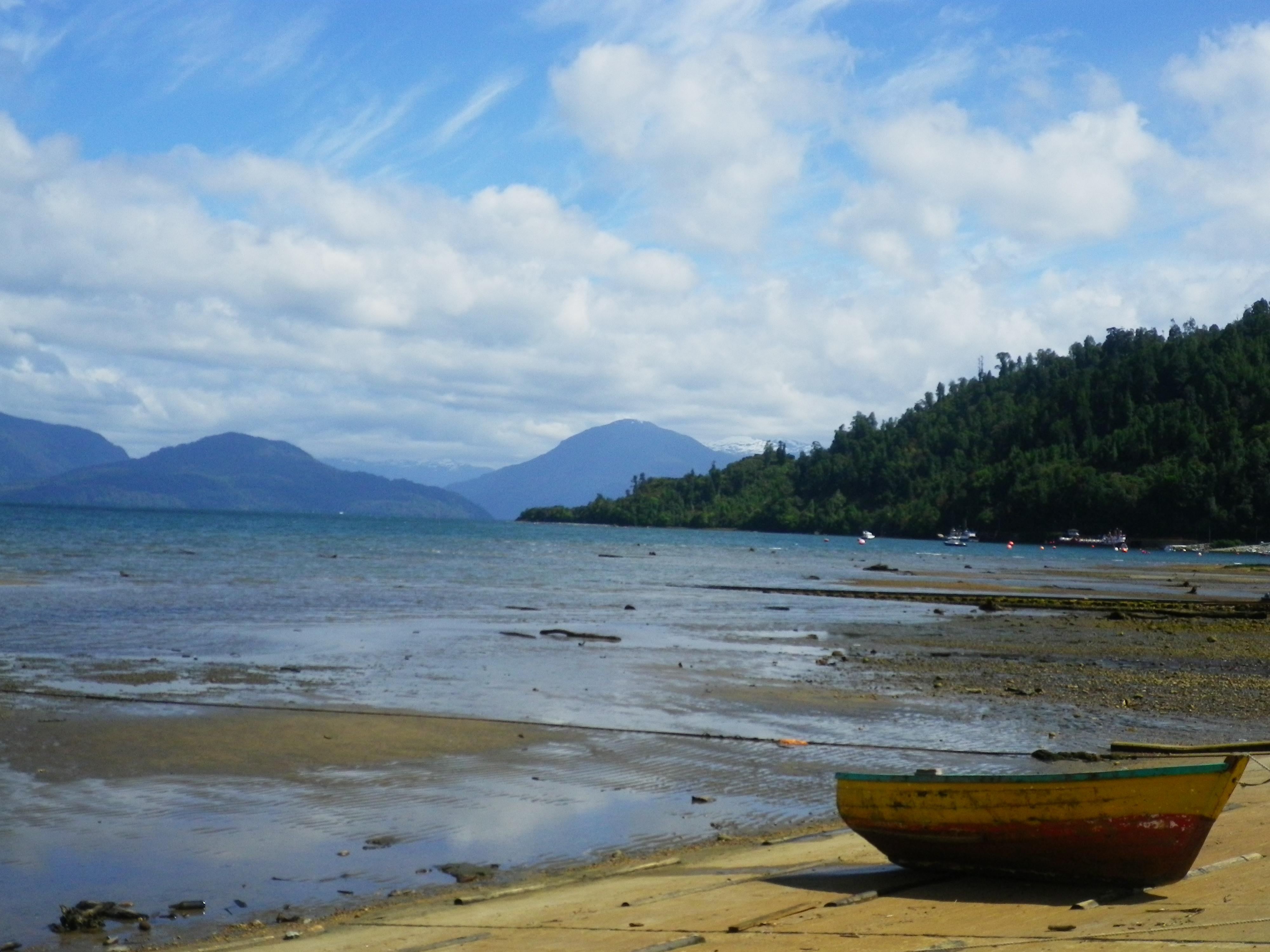
Puerto Cisnes

Es necesario desviarse 29 kilómetros desde la Carretera Austral para acceder a esta localidad, la cual posee dos entradas, señalizadas, en donde una se encuentra asfaltada y con menor kilometraje, que la otra, la cual posee camino de ripio y 4 km más aproximadamente. Esta última entrada, es la primera y original entrada a Puerto Cisnes.
Su ubicación ha determinado que Puerto Cisnes sea la capital de la comuna de cisnes, comuna la cual posee alrededor de 5000 habitantes. Debido a que este se sitúa en el centro de una amplia zona litoral, teniendo un íntimo contacto por vía marítima con las localidades insulares de Puerto Gala y Gaviota.
Esta localidad se encuentra a 196 kilómetros de la ciudad de Coyhaique.
En 1872 el almirante y explorador Enrique Simpson le dio el nombre de Puerto Cisnes al río por el que llegó al lugar, en medio del avance y el vuelo de cientos de cisnes blancos de cuello negro amarillento. En la playa del río vivía en una ruca el primer viviente del lugar de nombre Adán, y al verlo e imaginarlo ahí, de inmediato regreso a la infancia con ese libro tan especial entre mis manos: Robinson Crusoe. Unos veinte años más tarde llega procedente de Coyhaique Don Moisés Rosales Fuentes, buscando tierras y ocupación estable, levantando una choza en el sector conocido como El Aserradero, donde una vieja máquina permaneció varias décadas en el lugar cita entre el río y la bahía. En 1951 el sonriente y siempre bien acicalado Raúl Bécquer, a quien recuerdo de niño, se va a instalar a unos 10 kilómetros al sur de la costa del río en sector del valle Marta. El 52 se dirige donde funciona hoy la ciudad y levanta la primera casa efectiva. Van llegando don David Solís que en 1970 era el alcalde y había edificado una gran casa.
En 1953 comienzan a llegar los primeros colonos visibles y entonces ocurre la fundación del poblado con el nombre de Puerto Graciela en honor a doña Graciela Letelier esposa del Presidente Ibáñez. El 54 llega Camilo Raín desde Puerto Aysén y levanta su casa en Sotomayor esquina Cardenal Caro. También llega Teudolio Vargas desde Coyhaique, estableciéndose en su casa al final de Cardenal Caro. El 56 accede al lugar Armando Antiñanco contratado como inquilino en un predio cerca del mar. Al año siguiente hace su entrada a la comunidad Eugenia Pirzio-Biroli de Godoy que se transformaría en una de las personas más importantes del villorrio al echar a andar la primera idea de englobamiento comunitario y motor social, recorriendo toda el área del puerto junto al padre Pedro Calvi a fin de reconocer sitios para albergar a jóvenes estudiantes que se integrarían al hogar de Cristo de Colina y a quienes traería hasta el puerto en un avión Catalina, en medio de un amarizaje poético y profundamente recordado. Serían ellos jóvenes colonos dotados de fueros especiales, destinados a la construcción de nuevas obras.
El 5 de diciembre de 1957 la Obra Don Guanella comenzaba a construir con esos chicos una escuela con internado y una escuela agrícola, además de cabañas y un aserradero. El 7 de febrero de 1958 el pueblo recibe del Ministerio de Tierras la primera manzana oficial destinada a la construcción de la Iglesia, a cargo del padre Calvi y también un internado cerca de la iglesia con capacidad para 100 niños. El arquitecto Oreste Di Prettis ofrece gratuitamente dichos proyectos. Con alternancia de semanas hace su entrada al pueblo Angel Morcio cuya llegada obedece a la puesta en marcha de la construcción de una fábrica, la que estuvo a cargo del técnico italiano en Construcción Abdenago Tagliani. En noviembre del 58 un vapor atraca en el muelle y se dispone a descargar los materiales prefabricados para la iglesia y la escuela. Paralelamente se crea un Comité presidido por el Sargento Primero David Solís Medina y don Raúl Becker Cubillos quienes organizan beneficios para la escuela a cargo de Comité. El ruidoso vapor Austral hace sonar su silbato anunciando la preciada carga con el primer grupo de alumnos para la escuela agrícola a cargo del padre José Bogo. Acude oficialmente el practicante Robustiano Cordero que el padre Calvi solicitó expresamente al Departamento de Salubridad dependiente de Coyhaique.
En diciembre de 1958 el padre Calvi es nombrado representante especial en el área de Cáritas Chile, siendo él quien recepciona víveres y provisiones para la gente colonizadora. Aquel verano el regocijo y la unidad se hacen muy patentes entre esa gente que se avoca a la mística labor de construcción de la iglesia, especialmente concebida con ventanas de estilo gótico en el campanario central, mientras que en unos cuarenta días se habilita el internado para 130 alumnos y el contratista Tagliani dirige unos 2 mil metros cúbicos  de excavaciones. Por esos días se lee entre los grupos el siguiente comunicado del gobierno central: “Sólo pueden colonizar la provincia de Aysén las personas casadas, con familias y medios económicos”.
Grandes realizaciones suceden entonces: se creaba el Centro de Madres en enero de 1959, se organizaba una bodega de Inaco que es como la primera Eca del lugar, llamada Industria Nacional de Comercio, al practicante Cordero se lo nombraba Juez, se organizaba el primer club de huasos, se gestionaba la creación de la oficina del Registro Civil, la construcción del muelle y el aeródromo, ¡Grandes trabajos y menudos esfuerzos! Esta pista de aterrizaje se hizo con la participación de todo este grupo ya pueblero que se juntó y lentamente fueron despejando y talando, emparejando todo hasta alcanzar una visible franja de 800 metros en la ribera izquierda del río.
Cada vuelta de péndulo marque un progreso para la zona y la obra, decía la dedicatoria de don Gabriel Santelices, quien hacía llegar un reloj de regalo a la obra Don Guanella. Incluso el presidente de Chile, Don Jorge Alessandri se hacía presente con esta nota: “Con profundo sentimiento, alegría y reconocimiento por la obra Don Guanella. Gobierno reconoce la colonización por jóvenes de la patria para que Chile sea grande”. Tan inmensa era la atracción que este germen ciudadano ejerció entre todos, que llegaron a inaugurarlo todo hasta el mismísimo Intendente Atilio Cosmelli Esteva y esposa, el comandante de carabineros el prefecto Felipe Sánchez, el capitán Oreste Salinas y el administrador apostólico Mario Zanetti, el ingeniero provincial Francisco Fernández, el director  de puertos Osvaldo Salinas, el ingeniero Ricardo Salinas, el agrimensor Juan Celedón, Pompeyo Moreau, Jefe de Endesa, Patricio Garretón Gobernador Marítimo, Carlos Fiutta comandante del patrullero, Sergio Vargas, gerente del Banco del Estado, Alberto Vásquez, notario de Aysén y el teniente Rodolfo Stange Oelckers.

## Economía

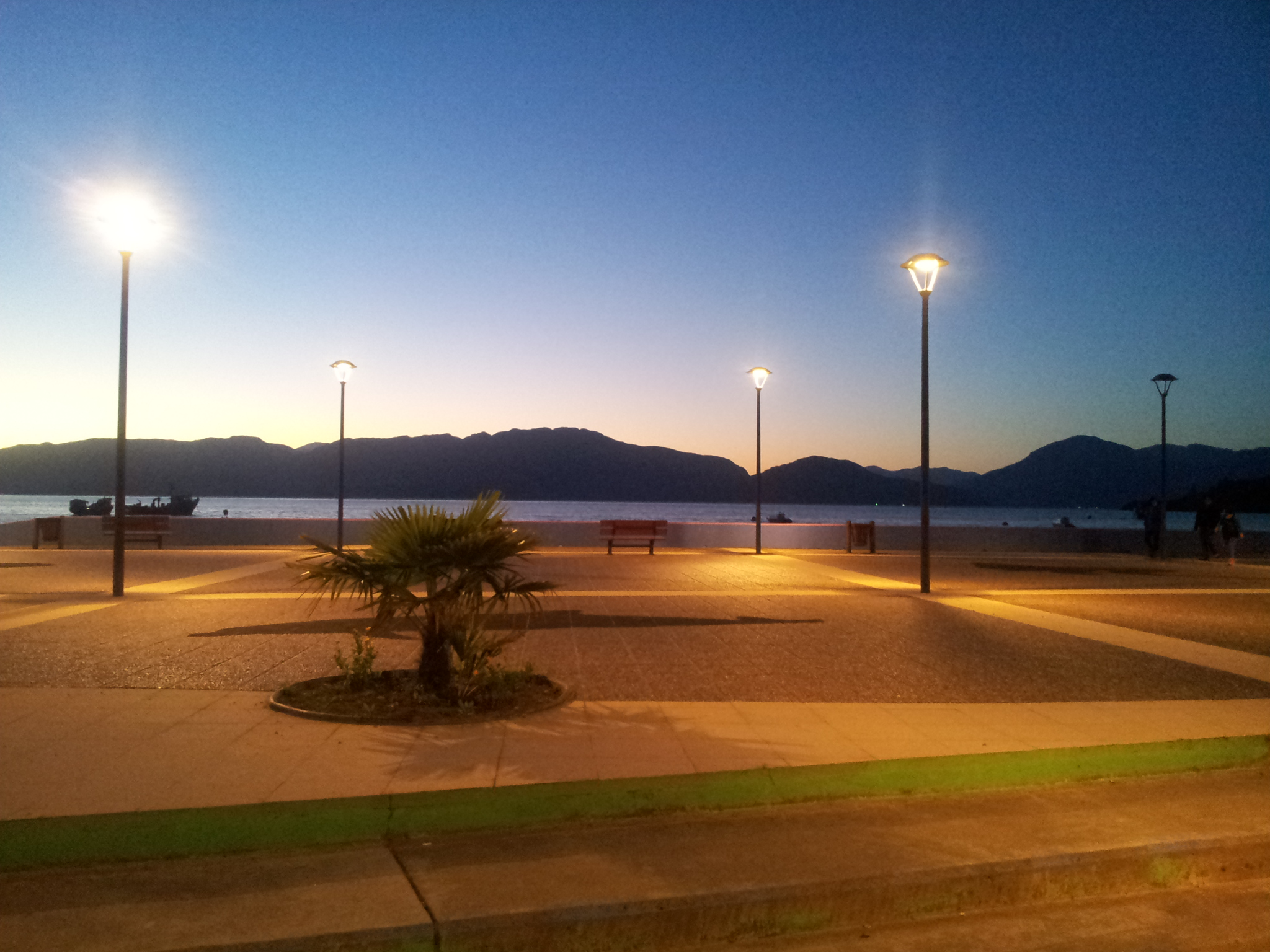
Costanera de Puerto Cisnes

La principal actividad económica de Puerto Cisnes es la industria salmonera y los servicios asociados, seguido por el sector servicios y comercio. Sin embargo, debido a la alta llegada de turistas a la localidad se ha gatillado el aumento en la demanda de una serie de servicios turísticos, tales como actividades de turismo de aventura y de intereses especiales, también servicios de alojamiento, como hostales, cabañas, hoteles y también servicios de restauración, contando con distintas opciones de restaurantes, comidas al paso, etc. Además, el pueblo cuenta con bazares, Gasolinera, Banco Estado, Telefonía fija y móvil, como también el Cuerpo de Bomberos, Hospital Jorge Ibar, Subcomisaria Puerto Cisnes de Carabineros de Chile y la Capitanía de Puerto de Puerto Cisnes de la Armada de Chile

## Deportes

### Fútbol
La comuna cuenta con una asociación de fútbol (Asociación de Fútbol Rural de Puerto Cisnes) conformada por cuatro clubes (Cisnes, Colo-Colo Austral, Fénix y Universidad de Chile). Debido a las condiciones del territorio, todos los partidos se juegan en el Estadio Municipal Arturo Allao (pasto sintético).

### Actividades Al Aire Libre
En Puerto Cisnes también es posible practicar actividades deportivas como senderismo, pesca deportiva, kayak y ciclismo, en los diversos y hermosos alrededores, como montes cercanos, bahías, bosques, ríos navegables, con una gama de prístinos paisajes para contemplar.

## Cultura
A fines de cada enero, y durante todos los años (salvo durante la pandemia del coronavirus), se desarrolla el tradicional "Fiesta del Pesca'o Frito y su Gran Minga Cisnense Solidaria". Teniendo en cuenta su nombre oficial, no solamente es un evento cultural donde hay una venta del pescado frito y otras degustaciones, además de presentaciones folclóricas, sino que este evento es solidaria, debido a que en ese momento se hace el traslado de una propiedad de casa de un lugar a otro, de la cual primero se traslada por diversas lanchas y después es trasladada voluntariamente por los habitantes del sector, y por los turistas que asisten a la fiesta solidaria, para luego entregarla a algún habitante que la necesite; de ahí se describe el nombre de la minga.

## Medios de comunicación

### Radioemisoras

#### FM
- 89.9 MHz - Radio Revelación
- 98.1 MHz - Radio Santa María
- 99.5 MHz - Radio Auténtica FM
- 104.1 MHz - Radio La Voz del Mar
- 104.9 MHz - Radio La Melinkana FM

Radios Online
- Radio Revelación
- Radio La Voz del Mar
- Radio La Melinkana FM https://www.lamelinkanafm.cl/

### Televisión

#### TDT
- 11.1 - TVN
- 11.2 - NTV
- 11.31 - TVN One Seg
- 13.1 - Canal 13 HD
- 13.2 - T13 En Vivo
- 13.31 - Canal 13 One Seg